# Ngọc Minh
Ngọc Minh là một xã thuộc huyện Vị Xuyên, tỉnh Hà Giang, Việt Nam.

## Địa lý
Xã Ngọc Minh có vị trí địa lý:
- Phía đông giáp tỉnh Tuyên Quang
- Phía tây giáp xã Bạch Ngọc và xã Ngọc Linh
- Phía nam giáp tỉnh Tuyên Quang và xã Bạch Ngọc
- Phía bắc giáp xã Linh Hồ.

Xã Ngọc Minh có diện tích 71,95 km², dân số năm 2019 là 4.527 người, mật độ dân số đạt 63 người/km².

## Hành chính
Xã Ngọc Minh được chia thành 8 thôn bản: Khuôn Pạu, Khuôn Han, Thôn Tòng, Bản Xám, Tiến Thành, Thôn Riềng, Tân Bình, Thôn Dìn.